# 花の降る午後 (曲)
「花の降る午後」（はなのふるごご）は、日本のAORバンドであるカルロス・トシキ&オメガトライブの5枚目、1986オメガトライブから数えると通算10枚目のシングルである。

## 解説
- 東宝洋画系映画『花の降る午後』の主題歌としてタイアップされた楽曲である。
- 改名したワーナーパイオニア移籍前にバップから発売された最後のシングルおよびシングル・カセット販売となった。
- アルバム初収録は『花の降る午後 オリジナル・サウンドトラック』であるが、カルロス・トシキ&オメガトライブの方のオリジナル・アルバムの収録はなかった。
- 解散時にリリースされたベスト・アルバム『OmegaTribe History:Good-bye OmegaTribe 1983-1991』に収録、さらに『The Greatest Hit あの頃の私へ....』と『1986 OMEGA TRIBE CARLOS TOSHIKI&OMEGA TRIBE COMPLETE BOX "Our Graduation"』でも再収録となった。
- カップリングの「Bad Girl」は、オリジナル・アルバム『BAD GIRL』から先行シングルカット化となった。カルロス・トシキが作曲した作品としてシングル初収録である。

## 収録曲
- 全編曲: 新川博

1. 花の降る午後
  - 作詞: 売野雅勇、作曲: 林哲司
  - 角川春樹事務所作品『花の降る午後』主題歌
2. Bad Girl
  - 作詞: 小西康陽、作曲: カルロス・トシキ